# Нова Села (Триљ)
Нова Села су насељено место у саставу града Триља, Сплитско-далматинска жупанија, Република Хрватска.

## Историја
До територијалне реорганизације у Хрватској налазила су се у саставу старе општине Сињ.

## Становништво
На попису становништва 2011. године, Нова Села су имала 139 становника.
| Број становника по пописима | Број становника по пописима | Број становника по пописима | Број становника по пописима | Број становника по пописима | Број становника по пописима | Број становника по пописима | Број становника по пописима | Број становника по пописима | Број становника по пописима | Број становника по пописима | Број становника по пописима | Број становника по пописима | Број становника по пописима | Број становника по пописима | Број становника по пописима |
| --------------------------- | --------------------------- | --------------------------- | --------------------------- | --------------------------- | --------------------------- | --------------------------- | --------------------------- | --------------------------- | --------------------------- | --------------------------- | --------------------------- | --------------------------- | --------------------------- | --------------------------- | --------------------------- |
| 1857                        | 1869                        | 1880                        | 1890                        | 1900                        | 1910                        | 1921                        | 1931                        | 1948                        | 1953                        | 1961                        | 1971                        | 1981                        | 1991                        | 2001                        | 2011                        |
| 297                         | 0                           | 125                         | 224                         | 174                         | 194                         | 0                           | 391                         | 358                         | 378                         | 361                         | 345                         | 284                         | 503                         | 165                         | 139                         |

Напомена: У 1869. и 1921. подаци су садржани у насељу Угљане. До 1931. исказивано као део насеља.

### Попис1991.
На попису становништва 1991. године, насељено место Нова Села је имало 503 становника, следећег националног састава:
| Попис 1991.‍ | Попис 1991.‍ | Попис 1991.‍ | Попис 1991.‍ | Попис 1991.‍ |
| ----------- | ----------- | ----------- | ----------- | ----------- |
|             |             |             |             |             |
| Хрвати      | Хрвати      |             | 493         | 98,01%      |
| Муслимани   | Муслимани   |             | 1           | 0,19%       |
| Чеси        | Чеси        |             | 1           | 0,19%       |
| непознато   | непознато   |             | 8           | 1,59%       |
| укупно: 503 |             |             |             |             |